# Горячий Ключ (Омская область)
Горячий Ключ — посёлок в Омском районе Омской области России. Входит в состав Дружинского сельского поселения. Население 2846 чел. (2010) .

## История
В соответствии с Законом Омской области от 30 июля 2004 года № 548-ОЗ «О границах и статусе муниципальных образований Омской области» посёлок вошёл в состав образованного муниципального образования «Дружинское сельское поселение».

## География
Горячий Ключ находится на юге центральной части региона, у р. Иртыш, напротив острова Захламинский . Фактически находится на территории г.Омск.
Абсолютная высота — 83 м над уровнем моря.

## Население
| 2006 | 2010  |
| ---- | ----- |
| 2410 | ↗2846 |

Гендерный состав
По данным Всероссийской переписи населения 2010 года в гендерной структуре населения из 2846 человек мужчин — 1388, женщин — 1458	(48,8 и 51,2 % соответственно).
Национальный состав
Согласно результатам переписи 2002 года, в национальной структуре населения русские составляли 88 % от общей численности населения в 2389 чел..

## Инфраструктура
Развитое сельское хозяйство. Садоводчество, личное подсобное хозяйство.

## Транспорт
Основная дорога из бетонных плит. 
Асфальтированные дороги. 